# Dôme de Tursa
Tursa Tholus
Pour les articles homonymes, voir Tursa (homonymie).
Le dôme de Tursa (désignation internationale : Tursa Tholus) est un dôme situé sur Vénus dans le quadrangle d'Isabella. Il a été nommé en référence à Tursa, déesse italique de la terreur.